# Broadhurst Park
El Broadhurst Park se encuentra en el distrito de Moston en el Gran Mánchester, Inglaterra, Reino Unido. Es el campo en el que juega como local el Football Club United of Manchester de la Northern Premier League, la séptima división del fútbol inglés.

## Historia

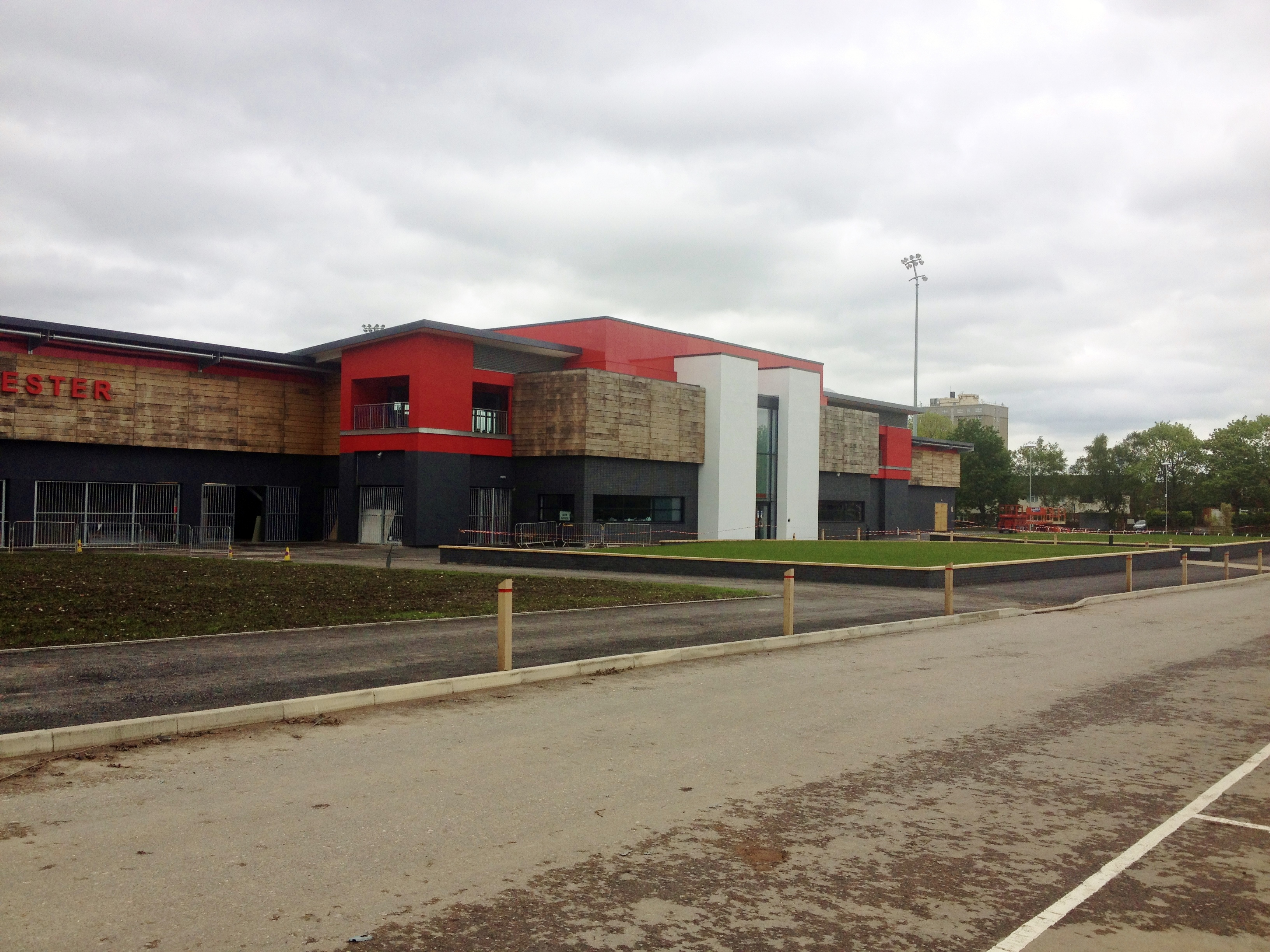
Exterior de la tribuna principal

Desde su fundación en 2005, el F.C. United pretendía la construcción de un estadio propio en Mánchester para afianzar el proyecto nacido tras la adquisición del Manchester United por la familia Glazer. Pese a fracasar las propuestas iniciales para tal fin, se anunció la construcción de un nuevo estadio en el distrito de Moston, a 5 kilómetros al noreste del centro de la ciudad, y las obras se iniciaron en noviembre de 2013. En un primer momento, el estadio fue conocido como Moston Community Stadium, hasta una reunión al año siguiente donde se le bautizó con su nombre actual.
El Broadhurst Park se completó en mayo de 2015 con un aforo de 4.000 espectadores y el partido inaugural fue un amistoso contra el Benfica el 29 de mayo.
El primer partido oficial tuvo lugar el 11 de agosto con derrota por 2-1 frente al Stockport County.